# Anita Desai
Anita Desai, född som Anita Mazumdar den 24 juni 1937 i Mysore, Uttarakhand, är en indisk författare. Hennes mor var tyska och hennes far var bengal. Hon växte upp i New Delhi och tog examen i engelsk litteratur vid Delhi University. Hon är numera bosatt i USA och undervisar i "creative writing".
Anita Desais böcker ges i Sverige ut av bokförlaget Bakhåll.
Hennes dotter Kiran Desai är också författare.